# MIM-23 Hawk
Le MIM-23 Hawk est un missile antiaérien de moyenne portée qui a été développé aux États-Unis dans les années cinquante. Le Hawk avait été initialement conçu pour détruire des aéronefs puis modifié pour l’interception de missiles.
Le système d’armes Hawk est entré en service en 1962, et fut rapidement l'objet d'un vaste programme de mise à niveau pour son maintien en condition opérationnelle. Il a été remplacé par le MIM-104 Patriot aux États-Unis en 1994 et a finalement été retiré du service aux États-Unis en 2002. Son dernier utilisateur, l'US Marine Corps, l'a remplacé par le missile portatif FIM-92 Stinger. Le missile a également été fabriqué en Europe occidentale à 11 000 unités et au Japon. Environ 40 000 Hawk ont été produits.
Les États-Unis ne l'ont jamais utilisé au combat, mais il a été employé dans ces situations à plusieurs reprises par d'autres nations avec succès. Dans les premières versions, le MIM-23 atteignait 56 % de coups au but, dans les dernières versions ce pourcentage est passé à 85 %.
Les Soviétiques avaient développé des armes similaires : les systèmes SA-3 et SA-6.

## Historique

### Origine
Aux États-Unis, la firme Raytheon met au point un système complet capable de frapper des aéronefs supersoniques à moyenne et basse altitude et d'accompagner une armée en campagne. Ce système s'appellera Hawk, acronyme de Homing All the Way Killer (« tueur guidé tout au long de son vol ») ou, en traduction littéraire, « Buse », ou au sens large « Rapace ».
Le développement du système de missiles Hawk a débuté en 1952, au moment où l'armée américaine entama des études sur les missiles sol-air à radar semi-actif. En juillet 1954, les États-Unis retinrent le projet Raytheon-Northrop : la société Northrop, qui fabriquait des ailes volantes expérimentales produirait les lanceurs, les radars et les systèmes de contrôle de mise à feu, tandis que Raytheon produirait le missile. Il serait destiné à la lutte de moyenne portée contre tous types d'aéronefs.
Le prototype reçoit l'appellation XSAM-A-18 et son premier tir guidé est réalisé en juin 1956. Ce sera un succès : un avion-cible OF-80 est détruit dans des circonstances proches des conditions réelles d'engagement.
Le développement est achevé en juillet 1957, date à laquelle la désignation est modifiée en « XM3 » et « XM3-E1 ». Très rapidement les moteurs du missile, des Aerojet M22E7, seront remplacés par des M22E8 pour cause de manque de fiabilité.
Le premier bataillon opérationnel américain doté du Hawk a été déployé en août 1962, après en avoir pris livraison en 1960. Depuis cette date, une vingtaine de pays se sont portés acquéreurs, et l'Europe ainsi que le Japon le construisent sous licence. Les Français l'appellent ainsi simplement « Hawk ». Dans le cadre du réseau de défense sol-air du système OTAN de défense aérienne intégrée mis en place dans les années 1960 et démantelé dans les années 1990, ils composaient le premier des deux rideaux défensifs de missiles sol‑air en avant des MIM-14 Nike-Hercules.
Le système Hawk d'origine utilisait quatre radars qui assuraient la détection (PAR et CWAR), le suivi (CWAR et IPH) et l'engagement (IPH et ROR) des objectifs.
Depuis sa mise en service, le MIM-23 a été constamment perfectionné pour faire face aux nouvelles menaces.

### Développement

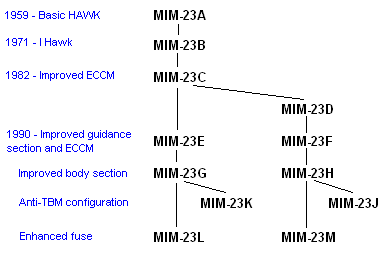
Arbre généalogique de la famille du missile Hawk.

Dès sa mise en service le missile et son dispositif de tir subirent de nombreuses modifications pour pallier les problèmes et inconvénients du système initial :
Les systèmes de contrôle et commande imaginés et développés par Northrop Corporation étaient d'une grande complexité. De plus, la quantité de câblage électrique engendrait des erreurs récurrentes dans le système, au point que chaque système devait effectuer un redémarrage toutes les 43 heures. L'amélioration au MIM-23B Hawk permis d'augmenter significativement la fiabilité (redémarrage toutes les 130 à 170 heures). Les dernières versions du Hawk peuvent demeurer en fonction jusqu'à 400 heures sans produire d'erreur.
Le Hawk originel avait des problèmes d’engagement d’objectifs évoluant à basse altitude : le système ne parvenait pas à discriminer une cible sur un terrain accidenté. En 1964, l'armée américaine a donc commencé un programme destiné à remédier à cette limitation ; il s'agira d'une succession de mises à niveau du système qui aboutirent au MIM-23B. On commença par lui adapter un système numérique intégré de traitement des données, permettant l'évaluation des cibles de manière plus précise, la définition de l'ordre de priorité de ces menaces ainsi que de leur interception. Avec la version MIM-23B, on pourvut le missile d'une plus grosse ogive, d'un moteur M112 plus petit et plus puissant, et on améliora ses capacités de manœuvre en vol. Les systèmes radar PAR, CWAR, HPI, et ROR ont été remplacés par des variantes améliorées (voir radars).
Le système amélioré entre en service au cours de l'année 1972 et la première unité est déclarée opérationnelle en octobre de la même année. Toutes les unités des forces armées américaines sont mises à niveau avant 1978.
En parallèle, les États-Unis lancent un plan d'amélioration du système à partir de 1973, essentiellement destiné à améliorer et moderniser les équipements au sol.
- Phase I
  - remplacement du radar de détection et acquisition basse altitude CWAR (AN/MPQ-34 ou 48 par AN/MPQ-55) ;
  - installation du nouveau radar de détection et acquisition haute altitude PAR (AN/MPQ-50 avec affichage numérique, MTI - Moving Target Indicator).

Les premiers systèmes issus de la Phase I ont été rendus opérationnels entre 1979 et 1981.
- Phase II

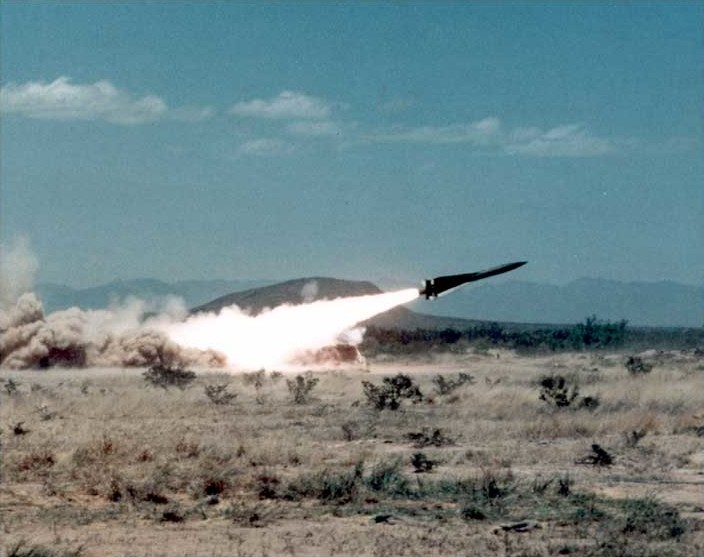
Tir d'un MIM-23 Hawk.

  - remplacement du radar d'illumination de la cible, poursuite et guidage HPI (AN/MPQ-46 par AN/MPQ-57) ;
  - ajout d'une optique TAS (système de suivi asservi). Il s'agissait d'un système de suivi électro-optique (TV) qui permettait au Hawk de fonctionner et de survivre dans un environnement sévère de contre-mesures électromagnétiques (ECM) en restant opérationnel malgré des capacités radar amoindries.

Cette phase a été développée à partir de 1978 et incorporée sur le terrain entre 1983 et 1986.
- Phase III
  - nouveau radar de détection et acquisition basse altitude CWAR (AN/MPQ-62) ;
  - ajout d'une détection à balayage ;
  - mise en place du nouveau radar d'illumination, poursuite et guidage HPI (AN/MPQ-61 avec addition d'un système d'engagement simultané pour les vols à basse altitude (LASHE) permettant de contrer les attaques par saturation et d'intercepter simultanément plusieurs objectifs à basse altitude) ;
  - suppression du radar de substitution bande K ROR ;
  - augmentation de la fiabilité des missiles (MRR). En effet, les systèmes embarqués de contre-mesures devenaient de plus en plus performants. Ainsi, le système se serait-il révélé moins efficace contre des avions soviétiques disposant d'ECM moderne comme le Su-22. Les missiles MIM-23C et E embarquent ces correctifs ;
  - diminution de l'encombrement du système ;
  - amélioration de la létalité de l'ogive du missile contre les missiles balistiques, l'ogive a été remaniée pour produire davantage de gros fragments, généralement 35 grammes chacun, une masse comparable à un projectile de calibre de 12,7mm.

Le développement de la phase III a débuté en 1983, et les modifications ont été déployées sur le terrain par les forces américaines en 1989. La phase III a été une mise à jour majeure qui a sensiblement amélioré le matériel informatique et les logiciels de la plupart des composants du système. La mise à jour phase III donne la version MIM-23G qui permet au Hawk de faire face à des cibles volant à basse altitude dans un environnement hautement encombré
- Phase IV
  - amélioration de la mobilité du véhicule porteur à la suite de l'expérience de la guerre du Golfe dans les années 1990. L'objectif de ce programme était de réduire le nombre de véhicules de soutien par batterie et d'augmenter les chances de survie. Les mises à niveau du lanceur de missiles permettent à ce dernier de transporter lui-même les armes. Enfin, les tubes sous vide sont supprimés et remplacés par un simple ordinateur portable (?) ;
  - ajout d'un système de recherche, d'orientation et d'alignement du lanceur ;
  - remplacement des lourds câbles reliant les batteries par des fils plus standard. Cela permet une plus grande dispersion des véhicules composant la batterie en passant de 110 m à 2 km.

Le développement a débuté en 1990.
Ces mises à niveau ont été déployées par l'US Marine Corps entre le début 1995 et septembre 1996. Mais la phase IV ne fut jamais appliquée dans l'US army avec le passage au Patriot. Il était notamment prévu :
- - une plus grande mobilité ;
  - l'amélioration de la détection des petits drones ;
  - un nouveau radar CW d'engagement ;
  - un système antiradiations ;
  - l'amélioration du moteur du missile ;
  - l'installation d'une version mise à jour du système électro-optique de suivi ;
  - l'amélioration du Contrôle-Commande ;
  - une mise à niveau de l'ATBM.

La Suède développa une dernière version qui fut effective en 1995 : le MIM-23 XXI

## Caractéristiques

### Le Hawk et ses versions

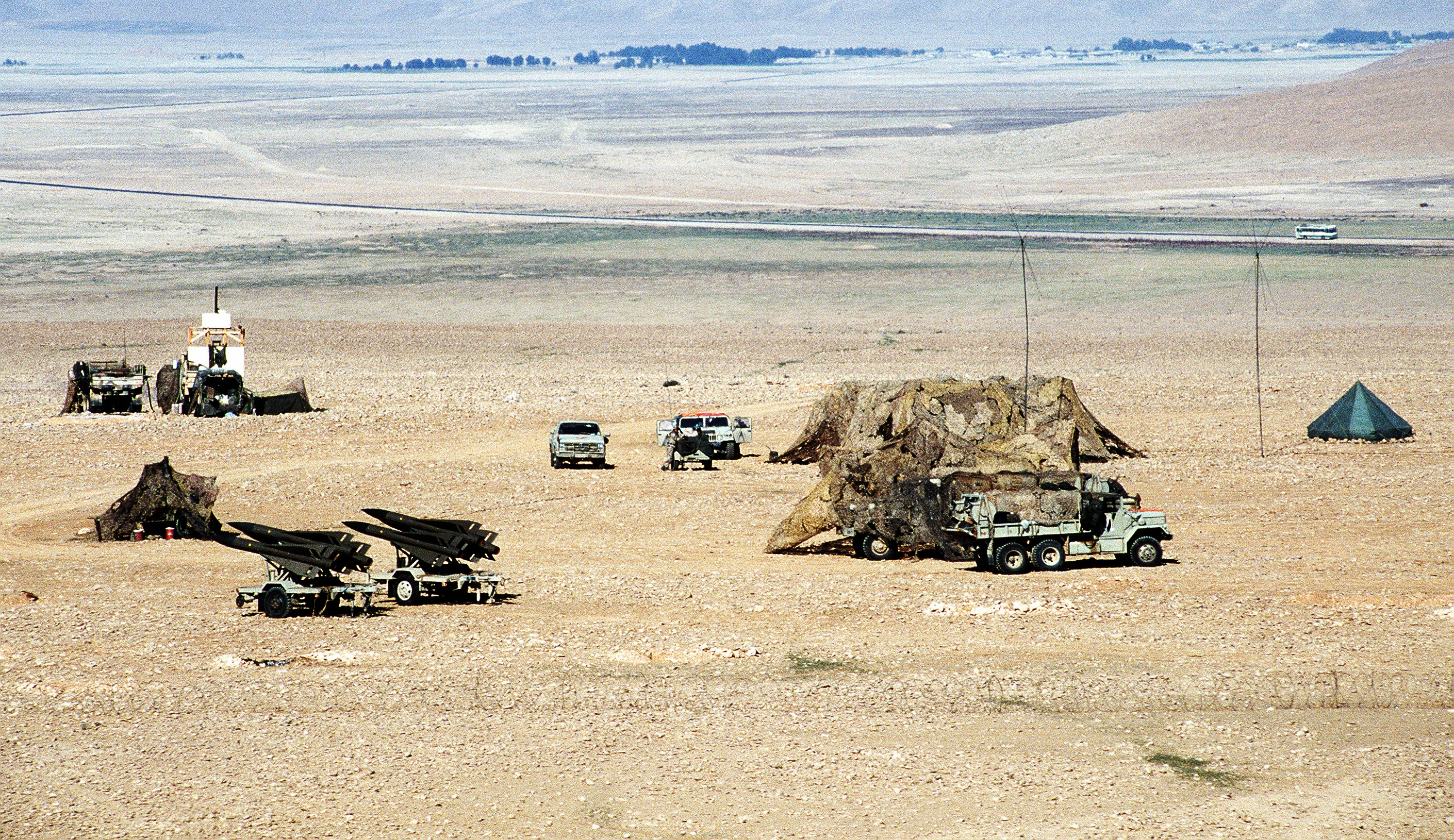
Batterie de MIM-23 Hawk déployée en Arabie Saoudite durant la guerre du Golfe de 1991.

L'allure générale du Hawk en fait un missile facilement reconnaissable : son fuselage est particulièrement élancé et pointu et ses ailerons de contrôle partent du tiers avant de l'engin jusqu'à l'arrière en prenant des proportions importantes par rapport au diamètre du fuselage du missile ; ces ailerons lui assurant une très grande stabilité en vol.
On peut le considérer comme un missile lourd, avec près de 630 kg ; il s'agit par exemple du missile antiaérien le plus lourd en possession de l'armée de terre française.
De la même manière que les missiles en développement dans les années 1955-1965 aux États-Unis, il possède deux étages de combustion à carburant solide.
- Le MIM-23 A avait une portée d'engagement minimum de 2 km, une portée maximale de 25 km, et possédait un volume d'interception de 60 m jusqu'à 11 000 m. Le Hawk de base transportait une ogive de 54 kg d'explosif à fragmentation. Lors de l'explosion environ 4 000 projectiles de 8 grammes qui se déplacent à environ 2 000 m/s sont émis dans un cône de 18 degrés d'arc. Il était propulsé par un moteur à double orientation, avec une phase d'accélération et une phase de sustentation. Les MIM-23A avaient été équipés d'un moteur M22E8 qui brûlait pendant 25 s en accélération et 32 s en sustentation.
- Les versions MIM-23B à M mesurent 5,03 m de long, ont un corps de diamètre 0,37 m. Ces armes pèsent 638 kg au lancement. L'amélioration du moteur (passage du M22E8 au M112), avec un poids total de 395 kg dont 295 kg de propergol, augmente la portée maximale des versions la MIM-23B à M à 40 km. L'altitude maximale d'engagement atteint 18 000 m. La fourchette minimale de tir est réduite à 1,5 km. Le MIM-23B a une vitesse de pointe d'environ 500 m/s. Le missile est équipé de deux fréquences radio de proximité et de fusées d'impact. Le nouveau système de guidage utilise la bande X CW d'un radar semi-actif. Le missile peut manœuvrer à 15 g alors que le meilleur avion ne peut pas supporter plus de 9 g. La nouvelle charge, plus lourde de 75 kg, produit environ 14 000 fragments dans un cône de 70 degrés d'arc. Ce deuxième missile est également plus performant à basse altitude : son enveloppe d'engagement est étendue par rapport à la première version et atteint un volume compris entre 2,5 km à 20 km avec une altitude minimale d'engagement de 60 m. Le carburant a également été perfectionné et de nombreux changements mineurs ont été apportés au dispositif de contrôle de tir. Sa maintenance a été facilitée grâce à la miniaturisation de l'électronique, qui est bien plus fiable qu'en 1960. Le missile est opérationnel à partir de 1971 et toutes les unités américaines en seront équipées avant 1978.
- La version MIM-23 C possède des capacités ECCM améliorées.
- la version MIM-23 D ne possède pas, officiellement, d'amélioration. Il semble juste probable que la famille D soit équipée d'un autre système de guidage, peut-être une recette maison développée en réponse aux nouvelles techniques ECM soviétiques découvertes par l'Occident lors de la guerre Iran-Irak.
- Les MIM-23 E et F : mises à jour à partir des versions C et D, afin d'améliorer l'évolution des missiles à faible altitude dans des engagements à fortes contraintes électromagnétiques (brouillage, orage...), introduites en 1990.
- Les MIM-23 G et H : mise à jour consistant, en 1992, en l'installation d'un nouveau container d'assemblage pour les versions E et F du missile.
- Les MIM-23 K, I et J : versions introduites en 1994, équipées une nouvelle ogive et d'un fuzing anti-TBM (dispositif de mise à feu adaptée aux Trajectoires des Missiles Balistiques) : les fragments lors de l'explosion sont plus gros, de 2 grammes, ils passent à 35 grammes, conférant au missile une aptitude à détruire des missiles intercontinentaux. Ils reçurent également une nouvelle fusée de proximité afin de tenir compte des vitesses très élevées de ses cibles potentielles. Cette version est efficace jusqu'à 20 km d'altitude avec 45 km de portée.
- Les versions MIM-23 L et M retrouvent leur ancienne ogive mais gardent la fusée de proximité antimissile balistique.

### Le système de tir et les radars

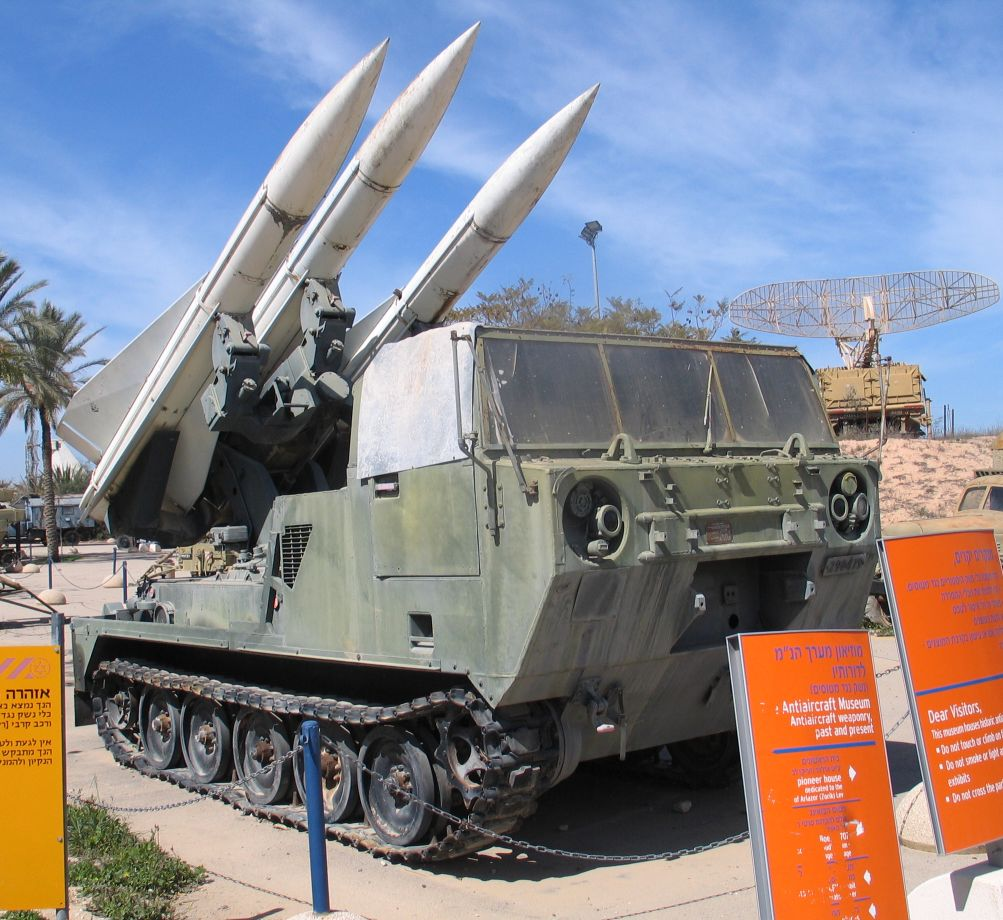
Missiles Hawk sur véhicule M548.

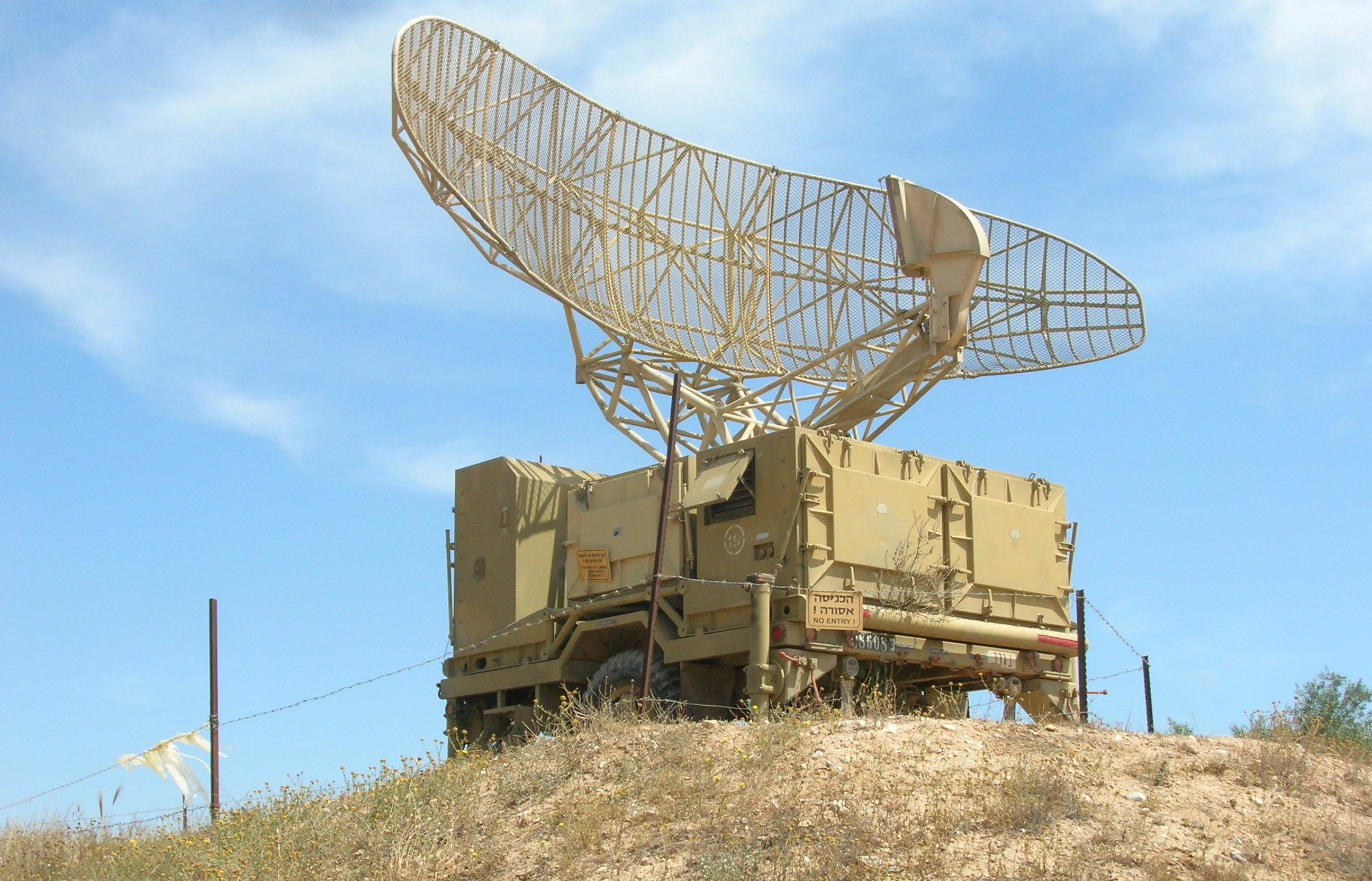
Radar de recherche/radar de veille (Pulse Acquisition Radar—PAR), détection haute et moyenne altitude.

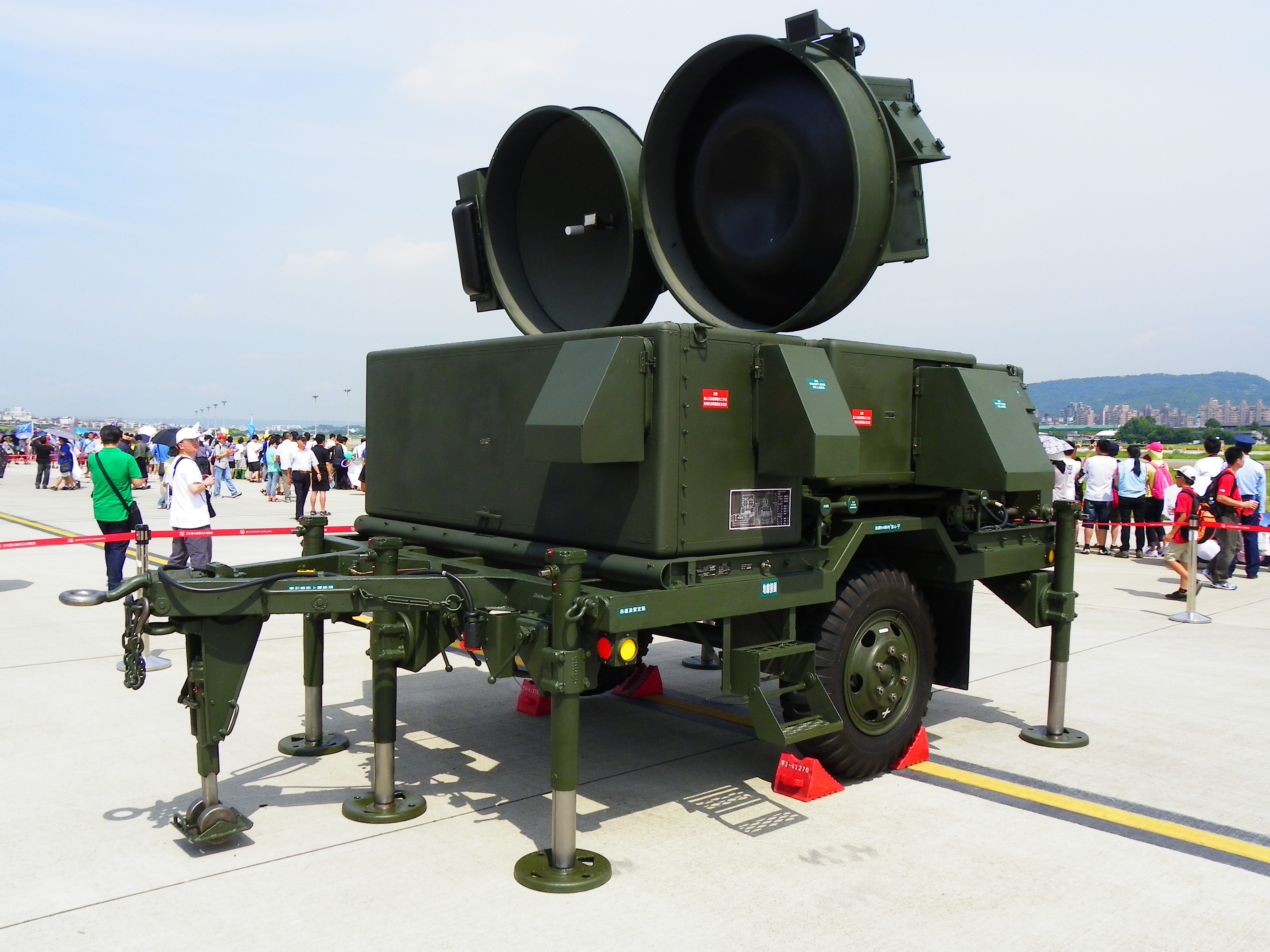
Radar HPI d'acquisition de cible/Radar de conduite de tir (en onde continue).

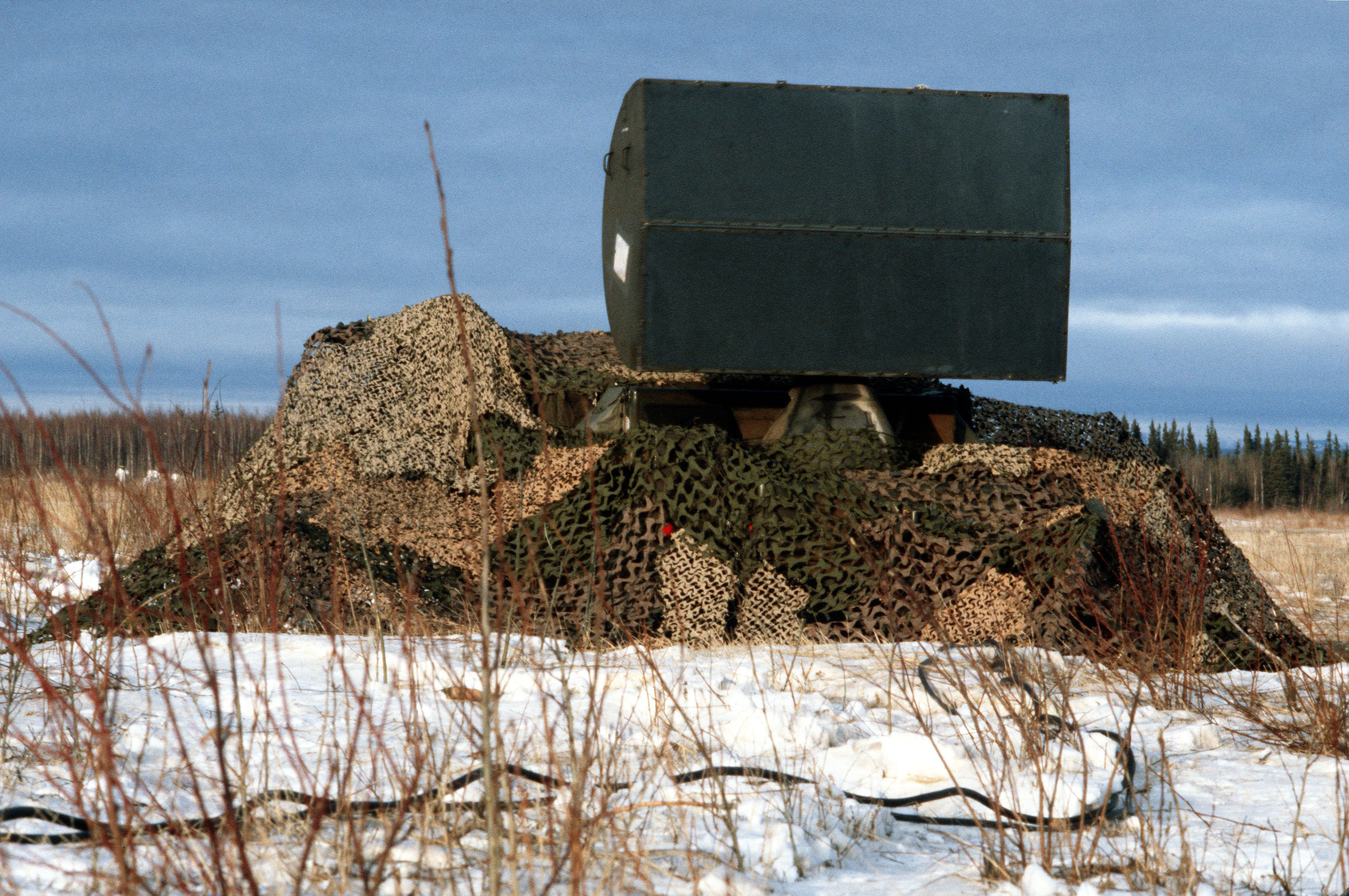
CWAR - Radar de recherche/radar de veille (radar Doppler) d'acquisition continue, détection à basse altitude.

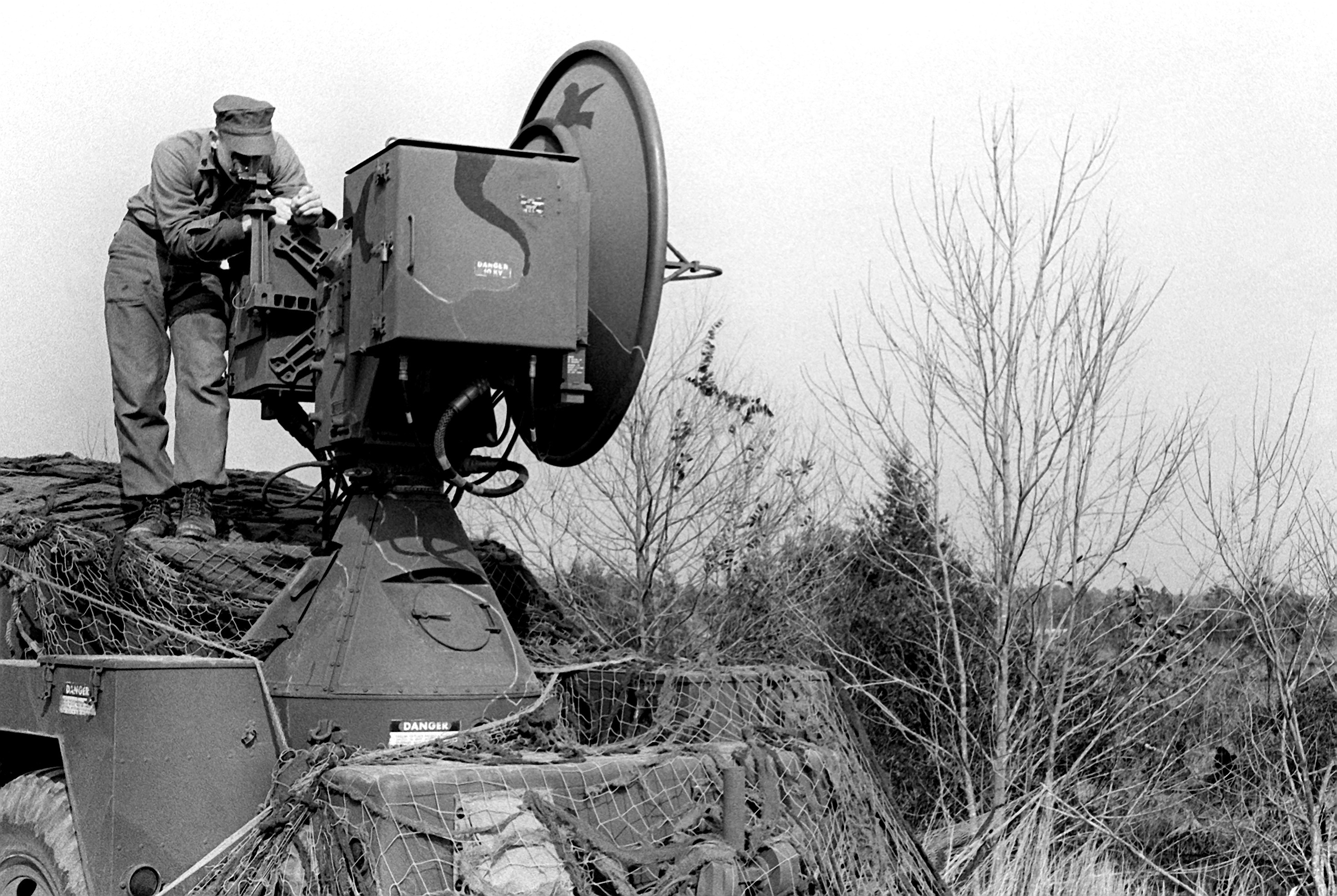
Radar ROR.

Le système Hawk comprend un grand nombre de composants. Ces éléments sont normalement montés sur remorque ou véhicule afin de disposer d'une bonne mobilité. Au cours des 40 ans de vie de ce système, ces éléments ont été continuellement mis à jour.
Les missiles Hawk sont transportés et lancés à partir d'une remorque M192, il s'agit d'un lanceur triple de missiles.
L'original MIM-23A utilisait un réflecteur parabolique, mais l'antenne directionnelle était insuffisante lors d'engagement sur des cibles évoluant à basse altitude. À la fin des années 60, le MIM-23B Hawk et les versions ultérieures utiliseront une plus faible partie du lobe, donc une antenne plane à gain élevé destinée à réduire la sensibilité aux interférences générées par le sol, ainsi qu'un récepteur inversé pour donner au missile une capacité de contre-contre-mesures-électroniques renforcée et augmenter la résolution de fréquence Doppler, ce qui se traduit par la visualisation d'un meilleur écho radar.
Une batterie type de missiles Hawk comprend normalement :
- 1 x PAR - Radar de recherche et d'acquisition (radar de veille) - 20 tours par minute - détection à haute et moyenne altitude.
- 1 x CWAR - Radar de recherche (radar Doppler) d'acquisition continue - 20 tours par minute - détection à basse altitude.
- 2 x HPI - Illuminateur radar Doppler grande puissance - radar de poursuite de cible/radar de conduite de tir avec illumination de la cible et guidage des missiles (target tracking, illumination and missile guidance).
- 1 x ROR - Radar à impulsion de recherche en bande K - fournit des informations lorsque les autres systèmes sont ineffectifs ou indisponibles.
- 1 x CPI - Centre de coordination et d'information
- 1 x BCC - PC de contrôle de batterie
- 1 x AFCC - Console de commande et de mise à feu - batterie miniature de contrôle à distance d'un tir de la batterie. Chaque AFCC contrôle un CWAR, un HPI et trois lanceurs avec neuf missiles
- 1 x PCP - Poste de Commandement de Peloton.
- 2 x LCS - Section de Contrôle des Lanceurs.
- 6 x M-192 - lanceur triple avec 18 missiles.
- 6 x SEA - Groupes électrogènes 56 kVA (400 Hz) chacun.
- 12 x M-390 - palettes de transport de missiles de 36 missiles chacune.
- 3 x M-501 - tracteurs de chargement des missiles.
- 1 x godet chargeur
- 1 x atelier d'essai de missiles.

Avec le développement du MIM-23 B, un accessoire mis au point par Northrop, le TAS, est venu compléter le dispositif ; ce perfectionnement permet d'augmenter les chances de survie de la batterie en réduisant au minimum l'émission des signaux détectables. En effet, c'est au début des années 1970 que l'on a commencé à mettre au point des systèmes d'armes antiradars. Le pouvoir de séparation visuelle du tireur s'en trouve également amélioré, ce qui lui permet de mieux différencier des cibles proches les unes des autres ou des appareils volant près de la ligne d'horizon.
La batterie pèse ainsi 250 tonnes ce qui la rend difficilement transportable ; ce qui n'empêcha pas l'armée française en 1987 d'en installer une batterie au Tchad en quelques jours par la voie des airs. Cette dernière mit en service à partir de 2001 une ultime évolution dit PIP 3 (Product Improved Program), permettant de remplacer les centres de contrôle de feux de batterie et de section par un FDOC (Fire Direction Operation Centre) de conception franco-italienne et ainsi d'avoir une section de tir allégée pour un déploiement plus rapide en plus de la section principale.
Les lanceurs sont montés sur une remorque à deux roues qui peut être tractée par un camion de 2,5 t (6 x 6) ou tout véhicule similaire. Les Américains et les Israéliens avaient également développé une version automotrice le M727-SP Hawk, adaptée du châssis tracté M548 modifié. Elle fut cependant rapidement abandonnée.
La mise en œuvre d'un MIM-23 Hawk amélioré se déroule généralement de la façon suivante :
1. Les radars de veille (impulsions et ondes continues) balaient l'espace aérien de la batterie.
2. Une cible est détectée et éventuellement confirmée hostile.
3. La position de la cible est transmise au radar de poursuite (HPI) qui l'illumine d'ondes électromagnétiques.
4. L'écho renvoyé par l'objectif est alors capté par le système de guidage du missile.
5. L'engin décolle et vole vers sa cible. Il est équipé d'une tête explosive à fragmentation très puissante qui lui permet d'abattre n'importe quel type d'aéronef.

### Modifications spécifiques
Certains pays incorporèrent des modifications qui leur étaient propres sur ce système de combat ainsi :
- Israël

Les Israéliens ont amélioré la Phase II standard avec l'ajout d'un Super Eye (système de télévision électro-optique) pour la détection des aéronefs de 30 à 40 km et l'identification de 17 à 25 km. Ils ont également étendu le plafond pratique des missiles à une altitude de 24 000 m.
- Norvège
  - L'exercice « Safe Air 95 » a démontré qu'un missile AMRAAM pouvait être tiré à partir d'un lanceur Hawk modifié. La batterie radar du Hawk est utilisée pour l'engagement et le missile utilise son radar actif lors du tir. Raytheon et Kongsberg présentent ce système comme une mise à jour du système existant Hawk. Cette proposition vise notamment les pays exploitants du Hawk qui disposent également de l'AIM-120 AMRAAM dans leur inventaire. La Norvège est actuellement l'utilisateur de ce type de système NASAMS, qui se trouve également utilisé comme protection anti-aérienne pour la Maison Blanche.
  - La Norvège avait également développé son programme de mise à niveau du Hawk connu sous le nom de NOAH, qui implique la location du lanceur I-Hawk, de radars HPI et des chargeurs de missiles. Le NOAH est devenu opérationnel en 1988. Il a été remplacé par NASAMS au cours de la période 1995-1998.
- Iran

L'armée de l'air de la République islamique d'Iran aurait modifié un certain nombre de MIM-23 Hawk. Cette variante serait apte à assurer des missions air-air en étant transportée par les F-14 Tomcat, avions dont dispose encore ce pays après la chute du Shah. L'Iran a également modifié son système sol-air Hawk, lui permettant d'être transporté sur un convoi de véhicules 8 × 8 à roues et les lanceurs ont été adaptés à la norme RIM-66 ou AGM-78 avec deux missiles SM-1 par lanceur.
- France
  - La nécessité de maintenir le Hawk à hauteur opérationnelle au moins jusqu'en 2005-2010 se fit sentir inéluctablement. C'est ce qui amena la France à faire une nouvelle fois évoluer le système d'arme, en adoptant en 2003 une partie du programme d'amélioration PIP III et en retenant avec l'Italie de faire réaliser et mettre en place un nouvel équipement de conduite de tir : le FDOC (Fire Direction Operation Centre). Le FDOC possède l'apparence d'un IPCP. Relié directement au centre de contrôle régimentaire, voire en cas de nécessité directement aux autres FDOC et aux centres de contrôle de l'Armée de l'air, il est capable de traiter une situation aérienne complexe comprenant jusqu'à 300 pistes. En parallèle, les radars illuminateurs reçurent l'amélioration LASHE qui leur conféra une certaine capacité multicible et une meilleure protection face aux brouillages.
  - Dotées chacune de deux FDOC, les quatre batteries de tir furent temporairement structurées à deux radars ICWAR, trois radars HPIR et six affûts, tandis que le radar PAR passait au niveau régimentaire et que le ROR, l'ICC et l'IPCP disparaissaient. Puis, à partir de 2005, à la suite de la dissolution de l'une des quatre batteries de tir, les trois batteries Hawk françaises restantes passèrent chacune à deux sections de tir identiques comprenant un CWAR, un FDOC, deux HPIR et deux rampes. Simultanément les affûts furent modifiés pour pouvoir être déplacés avec les missiles à poste et leur mise en œuvre fut également simplifiée. Les câbles de données furent remplacés par des câbles filaires simples de 200 mètres de longueur. En parallèle l'AN/TSQ-73 fut modernisé.

## Les systèmes de détection du Hawk
Le système Hawk d'origine utilisait 4 radars : ils assuraient la détection (PAR et CWAR), le suivi (CWAR et IPH) et l'engagement (IPH et ROR) des objectifs. Au fil de sa longue existence, le système a été amélioré et les fonctionnalités de certains des radars ont été fusionnées. La dernière version du système est constituée de seulement deux radars : un radar polyvalent renforcé de recherche et un radar d'engagement (IPH).
| Système | Hawk de base 1959 | amélioration 1971 | phase I 1979 | phase II 1983 | phase III 1989 | Hawk XXI 1995 |
| ------- | ----------------- | ----------------- | ------------ | ------------- | -------------- | ------------- |
| PAR     | AN/MPQ-35         | AN/MPQ-50         | AN/MPQ-50    | AN/MPQ-50     | AN/MPQ-50      | AN/MPQ-64     |
| CWAR    | AN/MPQ-34         | AN/MPQ-48         | AN/MPQ-55    | AN/MPQ-55     | AN/MPQ-62      | AN/MPQ-64     |
| HPI     | AN/MPQ-33/39      | AN/MPQ-46         | AN/MPQ-46    | AN/MPQ-57     | AN/MPQ-61      | AN/MPQ-61     |
| ROR     | AN/MPQ-37         | AN/MPQ-51         | AN/MPQ-51    | AN/MPQ-51     | aucun          | aucun         |

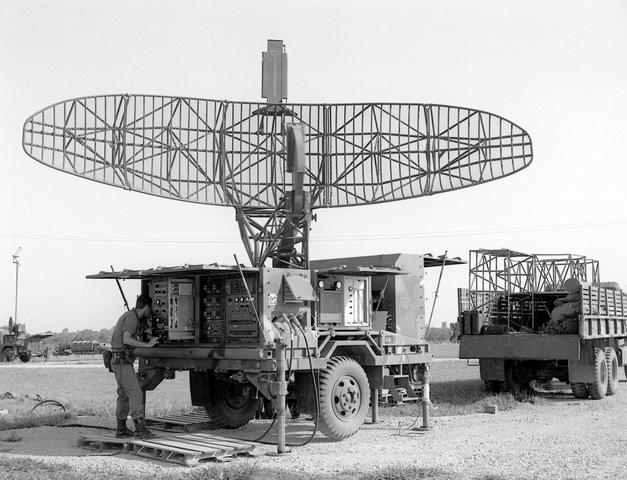
Radar PAR originel du Hawk : le AN/MPQ-35.

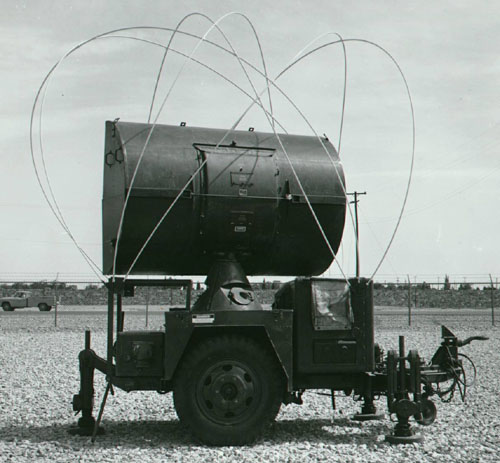
Radar CWAR originel du Hawk : le AN/MPQ-34.

- le PAR, est un radar d'acquisition et de recherche à haute altitude
  - AN/MPQ-35 : Le radar de recherche utilisé avec le système de base Hawk. Il possède une impulsion radar de 450 kW de puissance, une impulsion de durée de 3 μs et une fréquence de répétition des impulsions de 800 et 667 Hz à tour de rôle. Le radar opère dans une gamme de valeur comprise entre 1,25 à 1,35 GHz. L'antenne est un réflecteur elliptique de 6,7 × 1,4 m. Ce radar était monté sur une petite remorque à deux-roues. Son taux de rotation est de 20 rad/min, la BCC - Batterie de contrôle centrale et la CWAR sont synchronisées par le PAR.
  - AN/MPQ-50 : Introduit dès la première amélioration PAR. Il dispose d'un système numérique MTI (Moving Target Indicator) qui aide à distinguer des objectifs dans un relief accidenté. Il opère dans la gamme de fréquences de 500 à 1 000 MHz (bande C) avec une puissance d'exploitation de pointe de 1 000 W. Il possède les capacités de détection suivantes :
    - 104 km (haute fréquence) à 96 km (faible fréquence) contre une cible de 3 m2 de SER (surface équivalente radar).
    - 98 km (haute fréquence) à 90 km (faible fréquence) contre une cible de 2,4 m2 de SER.
    - 79 km (haute fréquence) à 72 km (faible fréquence) contre une cible de 1 m2 de SER.

  - AN/MPQ-64 Sentinel : Il s'agit d'un radar Doppler tridimensionnel à bande X fermée. Il remplace à la fois le CWAR et le PAR. Le MPQ-64 Sentinel offre une couverture à une gamme de 75 km, il possède une vitesse rotation de 30 rad/min. Le système possède une excellente période sans échec : 600 heures, et permet de suivre au moins 60 cibles à la fois. Il peut suivre une évolution jusqu'à +55 degrés et en rasant à -10 degrés. Son système de vague continue en bande X est utilisé pour détecter des cibles en vol rasant comme à haute altitude. L'unité est montée sur sa remorque. L'unité peut repérer des objectifs tous azimuts.

- Le CWAR, est un radar d'acquisition et de recherche à ondes continues pour la basse altitude. Ce système travaille en bande X et est monté sur sa propre remorque. Cette unité permet la détection à 360 degrés. Elle donne l'angle en azimut de la cible, mais également son vecteur vitesse (direction, sens et vitesse) et une gamme de données brutes.
  - AN/MPQ-34, il s'agit d'un radar d'acquisition de 200 W de puissance disposant d'une fréquence de 10 GHz (bande X) produit par la firme Raytheon.
  - AN/MPQ-48, radar d'acquisition il possède une puissance double à celle de son prédécesseur en sortie et sa gamme de détection a été grandement améliorée.
  - AN/MPQ-55, ce radar améliore la vague d'acquisition du radar ICWAR. La puissance de sortie est doublée à 800 W, ce qui accroît la gamme de détection à environ 70 km. Le radar opère dans les 10-20 GHz (bande-J). la modulation de fréquence est appliquée à la diffusion sur deux scans de la gamme CWAR pour obtenir des informations.
  - AN/MPQ-62, Certaines modifications du traitement des signaux radar permettent de déterminer les objectifs et leur vitesse en un seul balayage. Un système numérique DSP est ajouté, ce qui augmente grandement la masse d'informations traitée.

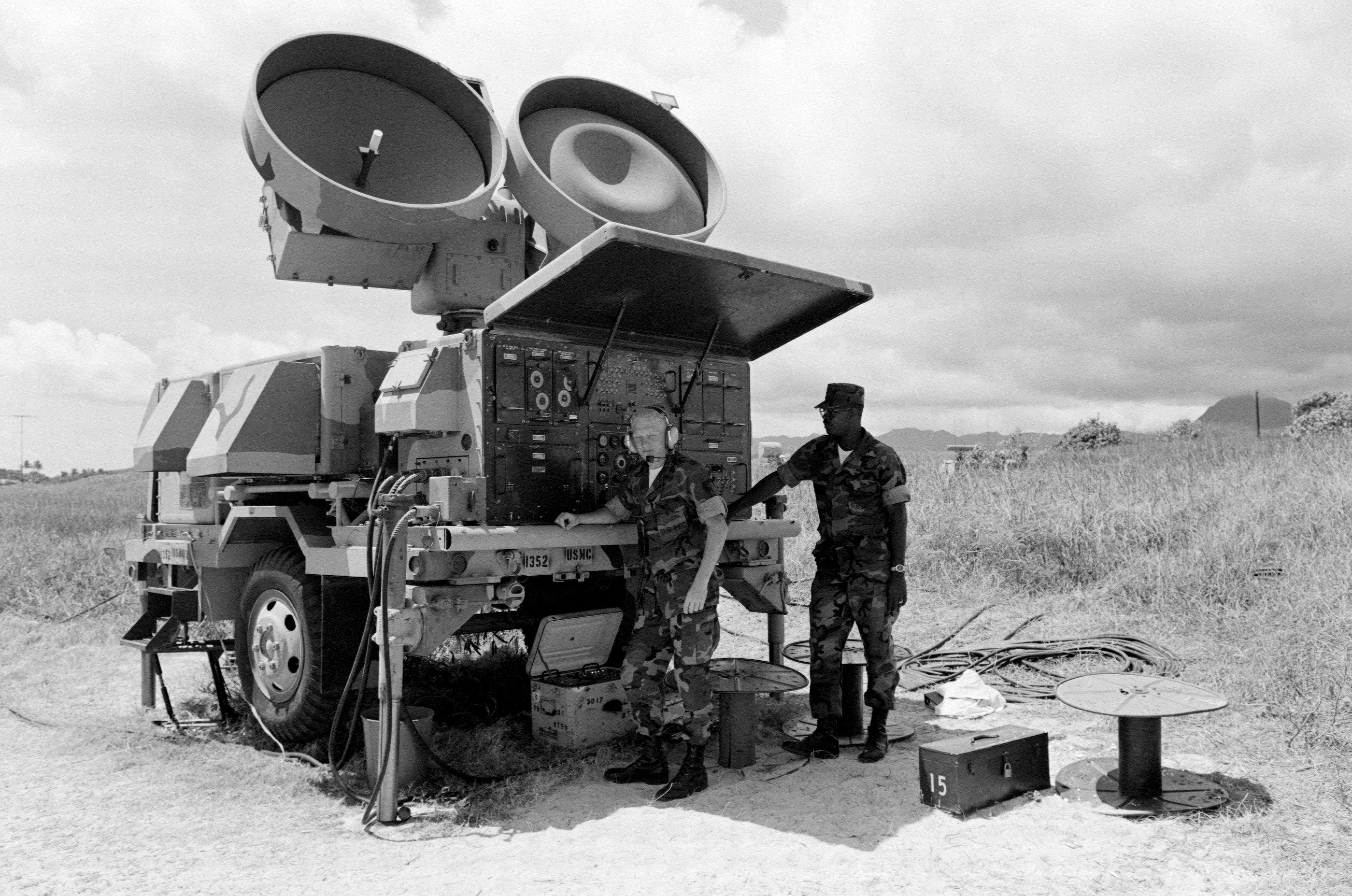
Radar HPI originel du Hawk : le AN/MPQ-33/39.

- Le radar HPI (High Power Illuminator) : un illuminateur de grande puissance.
  - AN/MPQ-33/39, Il utilise la bande X et permettait d'illuminer les cibles de la batterie Hawk. L'unité était montée sur sa propre remorque transportable. L'unité n'acquérait automatiquement la cible et assurait son suivi en azimut et en élévation gamme. Le système avait une puissance de sortie d'environ 125 W opérant dans la bande 10-10,25 GHz. Le MPQ-39 était une version améliorée du MPQ-33.
  - AN/MPQ-46, Le radar opérait dans les 10-20 GHz (bande-J). La plupart des composants électroniques tubulaires des précédents radars sont remplacés par des semi-conducteurs. Il permettait d'assurer la poursuite.
  - AN/MPQ-57, La majorité des autres tubes électroniques sont mis à jour et blindés. Ce radar comporte également un système électro-optique de suivi fonctionnant de jour seulement : l'OD-179/TVY TAS (système de suivi adjoint). L'ensemble étant destiné à permettre l'exploitation du Hawk dans un environnement d'ECM. Le TAS a été développé à partir du système TISEO de l'US Air Force (Système d'identification des cibles, électro-optique) de Northrop. Il se compose d'une caméra vidéo avec une lentille de zoom x10. Le TAS, qui a été testé sur le terrain en 1992, a été complété par un système infrarouge pour les opérations de nuit. L'Allemagne, les Pays-Bas et la Norvège ont modifié leurs batteries Hawk avec un autre système d'acquisition infrarouge connu sous le nom de Heos (HAWK électro-optique captor). Heos opère dans les 8 à 11 μm et cette bande est utilisée pour compléter l'HPI afin d'acquérir et de suivre les objectifs lorsque le radar est rendu inopérant.
  - AN/MPQ-61, Mis à jour avec l'ajout de la LASHE (Low-Altitude Simutaneous Hawk engagement), ce qui permet de traiter et d'engager des cibles multiples à faible altitude au moyen d'un disperseur de faisceau à grand angle. Il permet de combattre jusqu'à 12 cibles à la fois. Il utilise également un système passif optique TV/IR pour le guidage des missiles.
- ROR (Range Only Radar), il s'agit d'un radar à impulsions qui entre automatiquement en action si le HPI radar ne parvient pas à déterminer la gamme de tir, généralement en raison de brouillage. Le ROR est difficile à brouiller car il ne fonctionne que brièvement au cours de l'engagement, et justement seulement en présence de brouillage.
  - AN/MPQ-37, il s'agissait de la version de base de ce dispositif
  - AN/MPQ-51, il s'agissait d'un radar à impulsion en bande Ku (fréquence : 15,5-17,5 GHz), la puissance de sortie est de 120 kW. La durée d'impulsion 0,6 μ s à une fréquence de répétition des impulsions de 1 600 Hz. L'antenne plate qui le compose mesure : 4 pieds (1,22 m).

## Au combat
Le MIM-23 est un missile, qui en près de 45 ans de carrière, a fait ses preuves sur de nombreux champs de bataille :
- Le 5 juin 1967, dans un incident inhabituel, un MIM-23A a abattu un appareil Dassault Ouragan endommagé qui menaçait de s'écraser dans le centre de recherche nucléaire israélien du Neguev près de Dimona. Il s'agit du premier tir sur cible réelle du Hawk.
- Le 21 mars 1969, peu de temps avant midi. Une batterie Hawk récemment déployée à Baluza, au nord de la ville de Kantara, dans la région du Sinaï, détecte un MiG-21 égyptien qui avait décollé de l'aéroport de Port-Saïd. Le contrôleur, Yaïr Tamir, a suivi l'avion sur le radar, alors qu'il suivait le canal de Suez. L'avion à brusquement obliqué sur la batterie Hawk. Un missile a immédiatement été tiré et a détruit l'appareil alors qu'il volait à une altitude de 6 700 mètres. Au cours de la guerre d'usure, les Hawk israéliens ont détruit 12 avions (1 Il-28, 4 Su-7, 4 MiG-17 et 3 MiG-21).
- En octobre 1973, au cours de la guerre de Yom Kippour, 75 missiles israéliens ont été tirés et sont crédités de 24 victoires.
- Le Koweït a abattu un F-5 iranien pendant la guerre Iran-Irak.
- L'Iran a détruit au moins 40 avions irakiens pendant la guerre Iran-Irak.
- Il fut utilisé par les forces françaises (403e RA) au Tchad, le 7 septembre 1987, en abattant un Tupolev Tu-22B libyen à la verticale des installations militaires de l'opérartion Épervier à Ndjamena qu'il s'apprêtait à bombarder. On peut noter que cet acte de combat est, aujourd'hui encore, le seul tir réel d'un système d'arme antiaérien français depuis la fin de la Deuxième Guerre mondiale[3].
- Le 2 août 1990, la défense antiaérienne du Koweït déclare avoir abattu jusqu'à 14 avions irakiens. Cependant, seules deux victoires ont été homologuées, un Su-22 et MiG-23 approchant par le nord du golfe Persique.

## Pays utilisateurs
- Allemagne
- Arabie saoudite
- Bahreïn
- Belgique : 37 lanceurs en 1983[4].
- Corée du Sud
- Danemark
- Égypte
- Espagne : 24 lanceurs d'origine reçus en 1965 et 12 autres acquis d'occasion aux États-Unis durant les années 1990[5]. Doivent rester en service jusqu'en 2030. Don de 4 batteries à l'Ukraine annoncé le 13 octobre 2022[6].
- France La France entre en 1958 dans un consortium de pays européens de l'OTAN habilités à produire le système Hawk sous licence. En 1964, la plupart des cadres militaires français suivent le stage de formation aux États-Unis à Fort-Bliss sur le nouveau système d'armes Hawk, et les matériels sont livrés. Le dernier régiment, le 402e régiment d'artillerie, a été dissous en 2012[7].
- Grèce
- Iran
- Israël
- Italie
- Japon
- Jordanie
- Koweït
- Maroc[8]
- Norvège
- Pays-Bas
- Roumanie
- Singapour
- Suède
- Taïwan
- Turquie (Remplacement prévu par le HISAR O)[9]
- Émirats arabes unis
- États-Unis Retiré du service. En 2022, en dépôt.
- Ukraine Don annoncé le 13 octobre 2022 de quatre batteries espagnoles et le 10 novembre de batteries américaines remises en état[10]. En juillet 2023 les États-Unis annoncent être en discussion avec Taïwan pour le rachat d'un certain nombre de lanceurs MIM-23 décommandé par Taïwan pour les remettre en état et les transférer à l'Ukraine[11].